# Gilles Chaillet
Gilles Chaillet (Parijs, 3 juni 1946 - 14 september 2011) was een Franse striptekenaar en scenarist, vooral bekend van de stripreeks Vasco.

## Beknopte biografie
Gilles Chaillet werd in 1946 geboren in Parijs en was van kinds af aan geïnteresseerd in geschiedenis in het algemeen en de geschiedenis van Italië in het bijzonder, in eerste instantie vooral de Italische oudheid en later de geschiedenis van middeleeuws Italië. In 1965 ging hij werken voor de Franse uitgever Dargaud, waar hij de inkleuring verzorgde voor reeksen als Mick Tangy en Blueberry. Vanaf 1973 werkte hij in de studio van Albert Uderzo waar hij afgeleide producten tekende van de stripreeks Asterix van René Goscinny en Uderzo. Zo werkte hij anoniem mee aan de 14 kleine stripboekjes over Idéfix, het hondje van Obelix. Vanaf 1976 werkte hij mee aan de stripreeksen Lefranc en Alex van Jacques Martin. In 1979 begon hij in het weekblad Kuifje zijn eigen serie Vasco, over de gelijknamige jonge bankbediende in 14e-eeuws Italië. Vanaf 2000 werkte hij met andere tekenaars mee aan de reeks Les Voyages d'Orion van scenarioschrijver Didier Convard. In 2001 begon hij met scenarist Bernard Capo aan de nieuwe reeks Tombelaine en in 2002 de reeks De laatste profetie, waarvoor hij zowel het verhaal als de tekeningen verzorgde. Voor de vanaf 2003 door Olivier Mangin getekende reeks Intox schreef hij de scenario's.

### Vasco
Scenario's en tekenwerk

### Tombelaine
Alleen tekenwerk; scenario's van Bernard Capo
1. Het ontwaken van de draak
2. Dreigende oorlog
3. Bloed en tranen
4. Het masker van Boeddha
5. Verraad

### De laatste profetie
Scenario's en tekenwerk
1. Reis naar de hel
2. De vrouwen van Emesa
3. In het teken van Ba'al
4. Het verdoemde boek
5. De Bliksem en het Kruis (i.s.m. Dominique Rousseau)

### Intox
Alleen scenario's; tekenwerk van Olivier Mangin
1. De vierde macht
2. Operatie Pablo
3. Dérapages
4. Contre-enquêtes